# Knapp-Carlsson

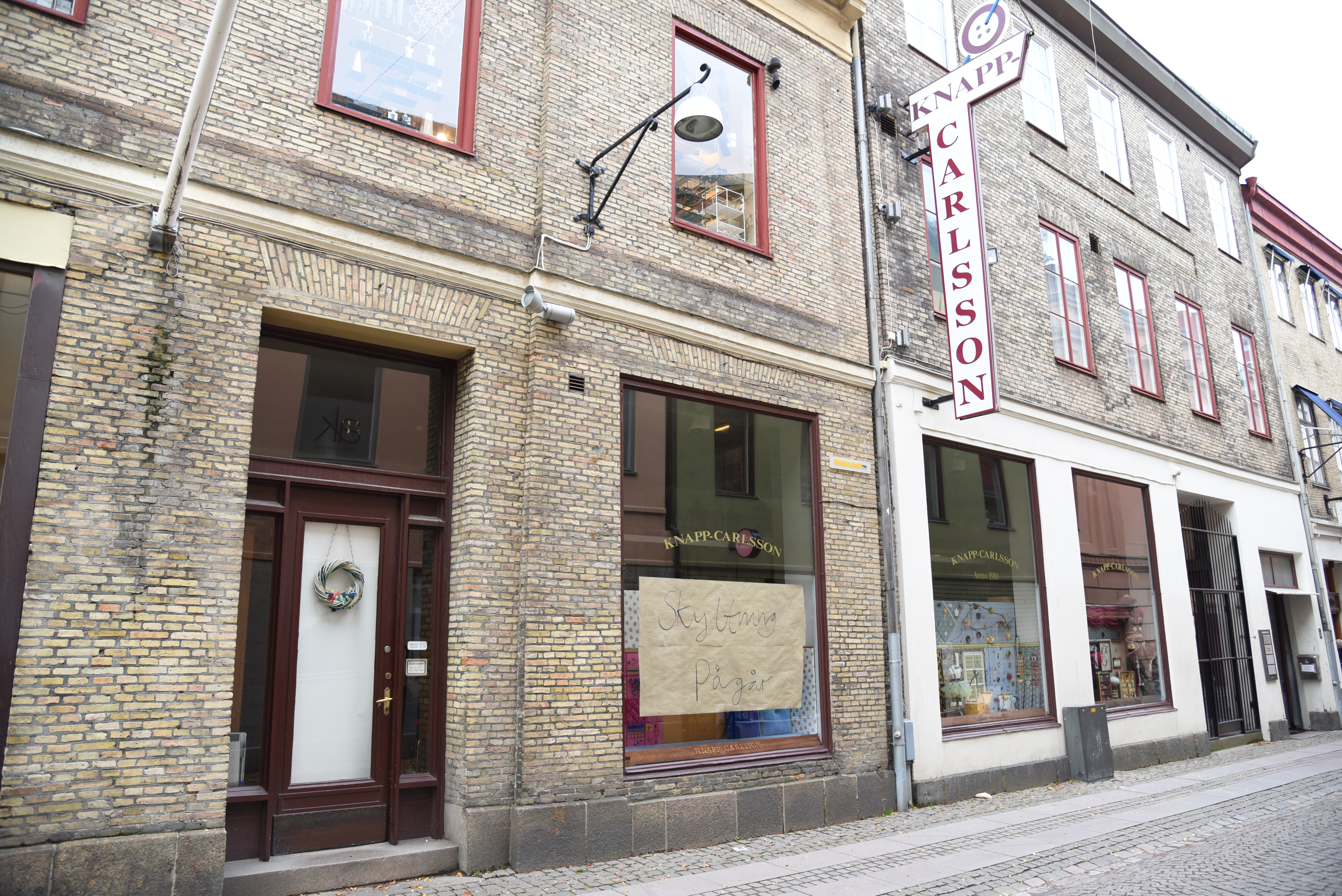
Knapp-Carlsson vid Kyrkogatan 34.

Knapp-Carlsson är en sybehörsaffär på Kyrkogatan 34 i centrala Göteborg.
Carlssons Sybehörsaffär startades 1910 av Albert Carlsson, som då var försäljare på Gillblads men drömde om "något eget". Först startade han en liten sybehörsbutik på Korsgatan, där han sålde nål, tråd och knappar. Verksamheten växte, och 1918 flyttade Albert Carlsson till den nuvarande lokalen på Kyrkogatan 34. Butiken hade redan då ett stort lager av knappar, vilka förvarades i små askar som staplats ovanpå varandra. Detta blev snart omöjligt att hantera, varför lokalen byggdes om 1945 och försågs med de stora trähyllorna, glasdisken och en ställning med 100 provkartor över knappar. Butiken bytte 1947 namn till det nuvarande, Knapp-Carlsson. Fram till 1992 var affären familjeägd, då den såldes till nuvarande ägaren, det folkpartistiska kommunalrådet Ann Catrine Fogelgren.
Huset är uppfört 1823, åt handelsman S. Bressander.

## Priser och utmärkelser
- 2009 – Kulturpriset – Kulturminnesföreningen Otterhällan, Göteborg.[3]